# Ópera de Sichuan

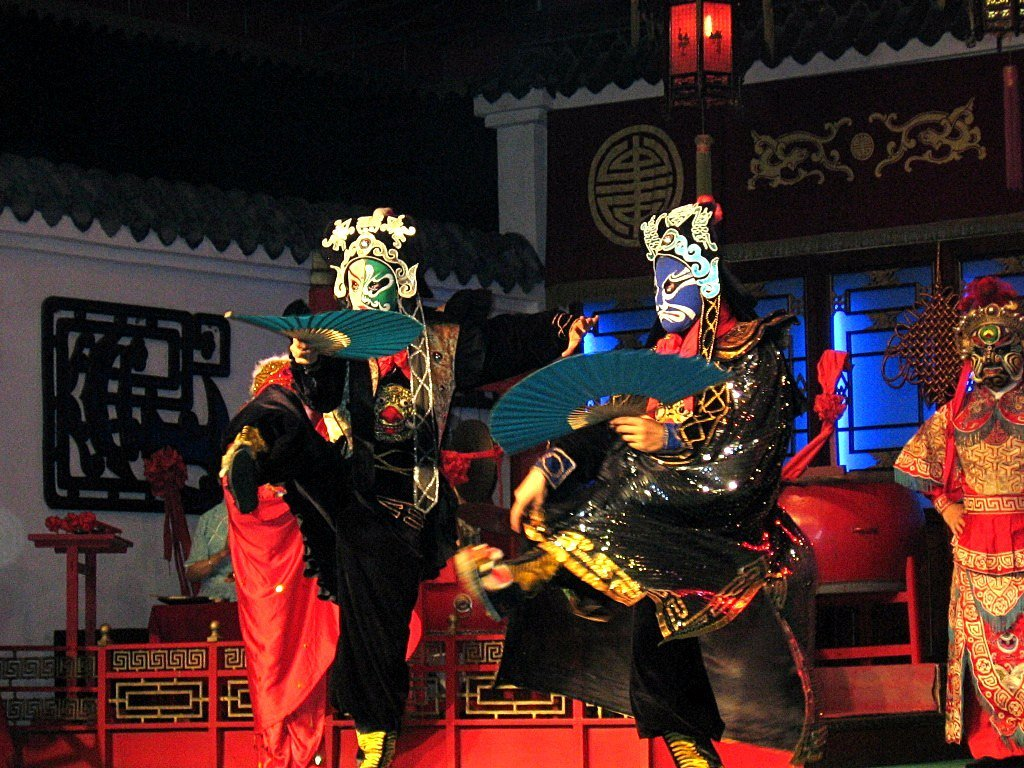
Ópera de Sichuan

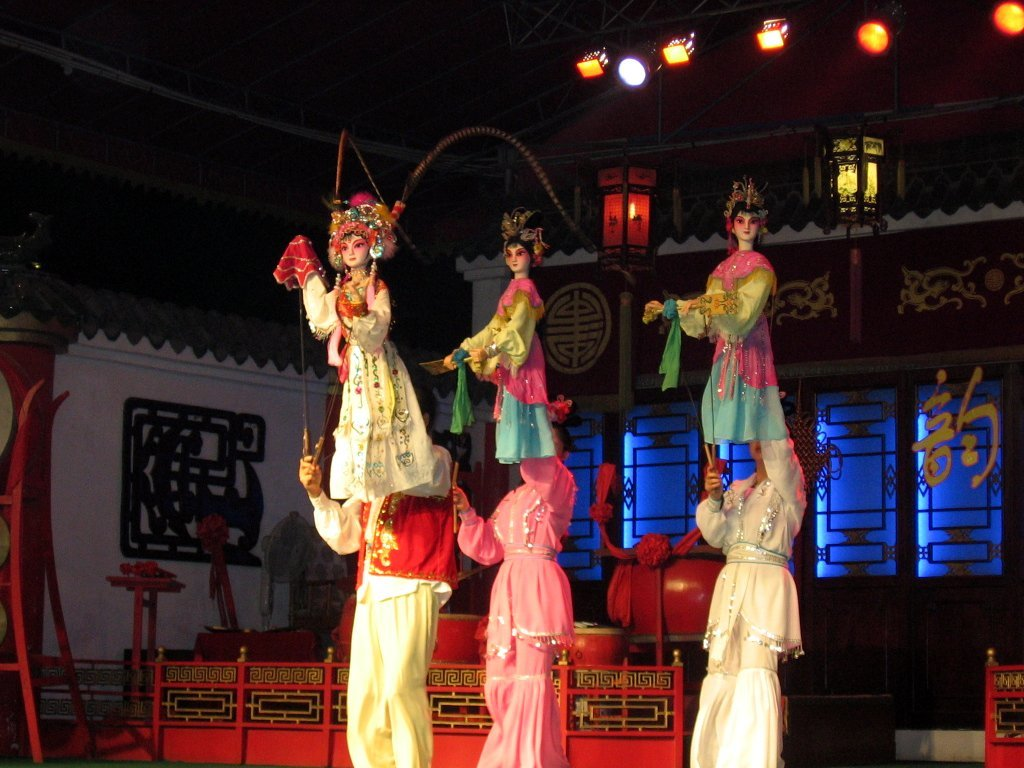
Figura de marioneta muy elaborada utilizada como parte del espectáculo

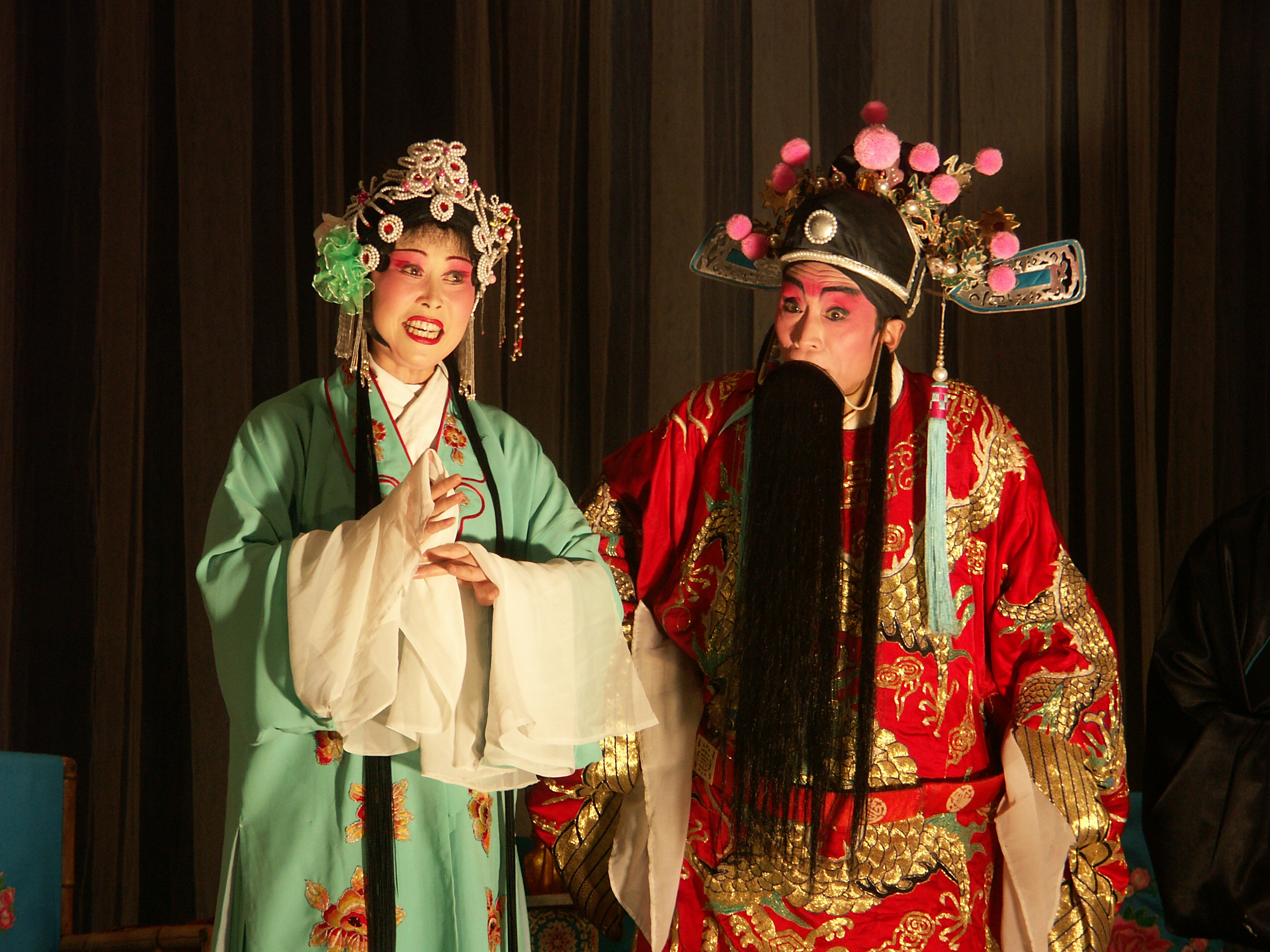
Ópera de Sichuan en Chengdu

La ópera de Sichuan (en chino, 川劇; en pinyin de Sichuan: Cuan1ju4; en pinyin, Chuānjù) es un tipo de ópera china que se origina en la provincia de Sichuan alrededor de 1700. Es una síntesis relativamente reciente de cinco estilos melódicos históricos. A nivel regional, Chengdu sigue siendo la principal ciudad natal de esa ópera, aunque también se practica en Chongqing, Guizhou, Yunnan, Hubei y la República de China.

## Historia
Al principio existían cinco estilos diferentes de ópera. La historia de cada estilo varía enormemente.
Al menos uno de los estilos de ópera china comenzó en el período de los Tres Reinos con una suerte de ópera Canjun. Durante la dinastía Tang, se produjo una banda de cinco estilos en Chengdu. En la dinastía Song, la ópera se convirtió en zaju. En la dinastía Ming, los artistas realizan la habilidad en Jinling (actual Nankín). Durante el reinado de los emperadores Yongzheng y Qianlong de la dinastía Qing, la melodía de las zonas de Huabu, Kunqu, Yiyang, Bangzi y Pihuang se combinó con las lenguas locales, las costumbres populares, las cancioncillas, los yang-kos y el teatro de Lantern (Dengdiao) en la provincia de Sichuan.
Durante el siglo XXI, un movimiento de renacimiento comenzó a reformar el arte. El reformista más conocido fue Kang Zhilin, quien dirigió la Compañía Sanqinq (Tres Celebraciones), que una de las compañías de ópera más destacadas, fundada en 1912, y combinó los cinco estilos en un sola opera en el mismo escenario. Cada estilo conserva su propia música. Una de las habilidades clásicas ideadas por Kang Zhilin incluye una patada alta que deja un «tercer ojo» en el centro de la frente, que se ha mantenido como marca personal de dicha ópera.
Durante la Revolución Cultural, la expresión artística se vio un poco afectada, pero siguió floreciendo después, especialmente desde la reforma económica china de 1978.

## Representación
Por lo general, el medio de expresión artística es más conocido por su canto, que es menos restrictivo que el más popular de la ópera de Pekín. La ópera de Sichuan es más parecida una obra de teatro que las otras formas de la ópera china y la actuación es muy refinada. La música que acompaña la ópera de Sichuan utiliza un pequeño gong y un instrumento llamado Muqin, que es similar al Erhu.
La fórmula tradicional es bastante sistemática con una combinación de trucos como el cambio de caras, el tihuiyan, el escondite de espadas, la escupida de fuego y el cambio de barbas con trama y personajes diferentes.

## Los cinco estilos
- Gaoqiang (高/高)[5]
- Kunqiang (崑/昆)
- Voz de Huqing (鬍/胡)
- Tanxi (彈/彈)
- Dengdiao / Dengxi / Teatro Lantern (燈/灯)

## Trajes
Según el estilo, la pintura de la cara también está limitada en comparación con otras formas relacionadas. Los personajes Jing no aparecen, y los únicos personajes con cara pintada son los que llevan una pequeña mancha blanca en el medio de esta, lo que indica un personaje un poco malvado. Los colores de pintura de la cara se limitan tradicionalmente al negro, el rojo, el blanco y el gris.